# Andrena labiata
Andrena labiata ist eine Sandbiene aus der Familie Andrenidae. Sie ist eine solitäre, nestbauende Biene, die jährlich eine Generation hat und im Mai und Juni fliegt. Auf Deutsch wird sie manchmal „Rote Ehrenpreis-Sandbiene“ genannt.

## Merkmale
Die Weibchen sind etwa 10 bis 12 mm lang. Der Körper ist großteils schwarz, jedoch am zweiten und dritten Tergit rot. Am zweiten Tergit befindet sich seitlich ein schwarzer Punkt. Die Behaarung ist überwiegend weiß, am Thorax bräunlich. Endfranse bräunlich, Schienenbürste oben dunkelbraun und unten weiß.
Die Männchen sind etwas kleiner, 7 bis 9 mm lang. Färbung des Körpers wie bei Weibchen, Clypeus  weißlich, daneben helle Flecken, Stirn und Scheitel gelbbraun behaart.
Es gibt mehrere ähnliche Sandbienen, zum Beispiel A. marginata, A. potentillae,  A. florea und A. hattorfiana. Zur genauen Bestimmung ist Spezialliteratur nötig.

## Verbreitung und Lebensraum
In praktisch ganz Europa verbreitet, nach Osten bis Zentralasien und Westsibirien. In Deutschland weit verbreitet, nur in der Norddeutschen Tiefebene selten.
A. labiata ist auf trockenen Wiesen, Magerrasen, Streuobstwiesen, an Feld- und Waldsäumen sowie an Hochwasserdämmen zu finden. Die Art kommt vereinzelt auch in Gärten und Parks vor. Sie lebt vom Flachland bis in subalpine Höhenstufen.

## Lebensweise
Die Art nistet solitär und gräbt sich selbst Nester in die Erde an kahlen oder schütter bewachsenen Flächen. Dabei ist keine Bevorzugung bestimmter Bodenarten zu erkennen. Die Bienen nisten überwiegend einzeln, manchmal aber auch in Aggregationen. Die Überwinterung erfolgt im Nest als Imago. Die Weibchen sammeln Pollen von verschiedenen Pflanzen, sind also polylektisch. Man findet die Weibchen häufig an Veronica chamaedrys und an Fingerkraut.

## Parasiten
Die Kuckucksbiene Nomada guttulata parasitiert in den Nestern von A. labiata. Erwachsene Tiere sind manchmal von Fächerflüglern befallen.